# We Stitch These Wounds
We Stitch These Wounds är det amerikanska post hardcore-bandet Black Veil Brides debutalbumet vilket släpptes på StandBy Records den 20 juli 2010 . 
Fyra av albumets låtar: "We Stitch These Wounds", "Knives & Pens", "Perfect Weapon" och "The Mortician's Daughter" hade släppts tidigare på EP:n Sex & Hollywood, men i något annorlunda versioner. Den mest märkbara skillnaden är en förändring i texten till "We Stitch These Wounds".

## Släpp och marknadsföring
I december 2009 meddelade Andy Six att inspelningen av deras första album hade börjat. Samtidigt tillkännagavs det att de skulle spela in i Van Nuys, Kalifornien tillsammans med producenten Blasko.   

## Låtlista
Alla låtar är skrivna och komponerade av Black Veil Brides. 
| 1.           | The Outcasts (Call to Arms) | 0:30  |
| 2.           | We Stitch These Wounds      | 3:59  |
| 3.           | Beautiful Remains           | 4:13  |
| 4.           | Children Surrender          | 3:11  |
| 5.           | Perfect Weapon              | 4:07  |
| 6.           | Knives and Pens             | 4:15  |
| 7.           | The Mortician's Daughter    | 4:11  |
| 8.           | All Your Hate               | 3:10  |
| 9.           | Heaven's Calling            | 3:19  |
| 10.          | Never Give In               | 3:09  |
| 11.          | Sweet Blasphemy             | 3:56  |
| 12.          | Carolyn                     | 4:37  |
| Total längd: | Total längd:                | 42:37 |

| 1. | Knives and Pens (Acoustic) | 4:51 |